# Skärholmens moské

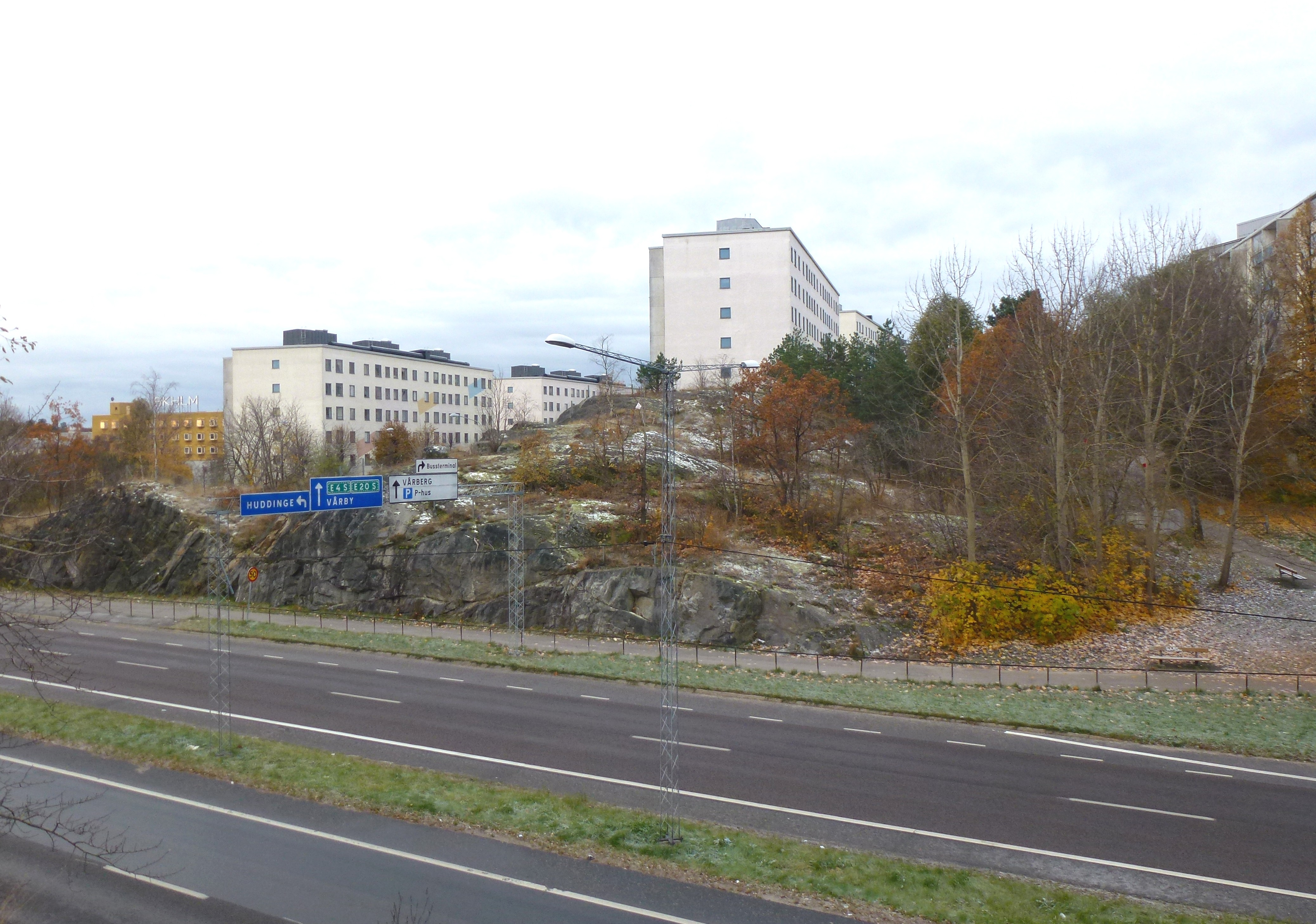
Kvarteret Harholmen, platsen för den blivande "Skärholmens moské". I förgrunden syns Skärholmsvägen, oktober 2012.

Skärholmens moské är en planerad byggnad för en moské som kommer att uppföras i kvarteret Harholmen nära Skärholmens centrum. Moskén kommer att få en yta av cirka 3000 m² och byggstart beräknades ske i april eller maj 2015 men har skjutits upp flera gånger.

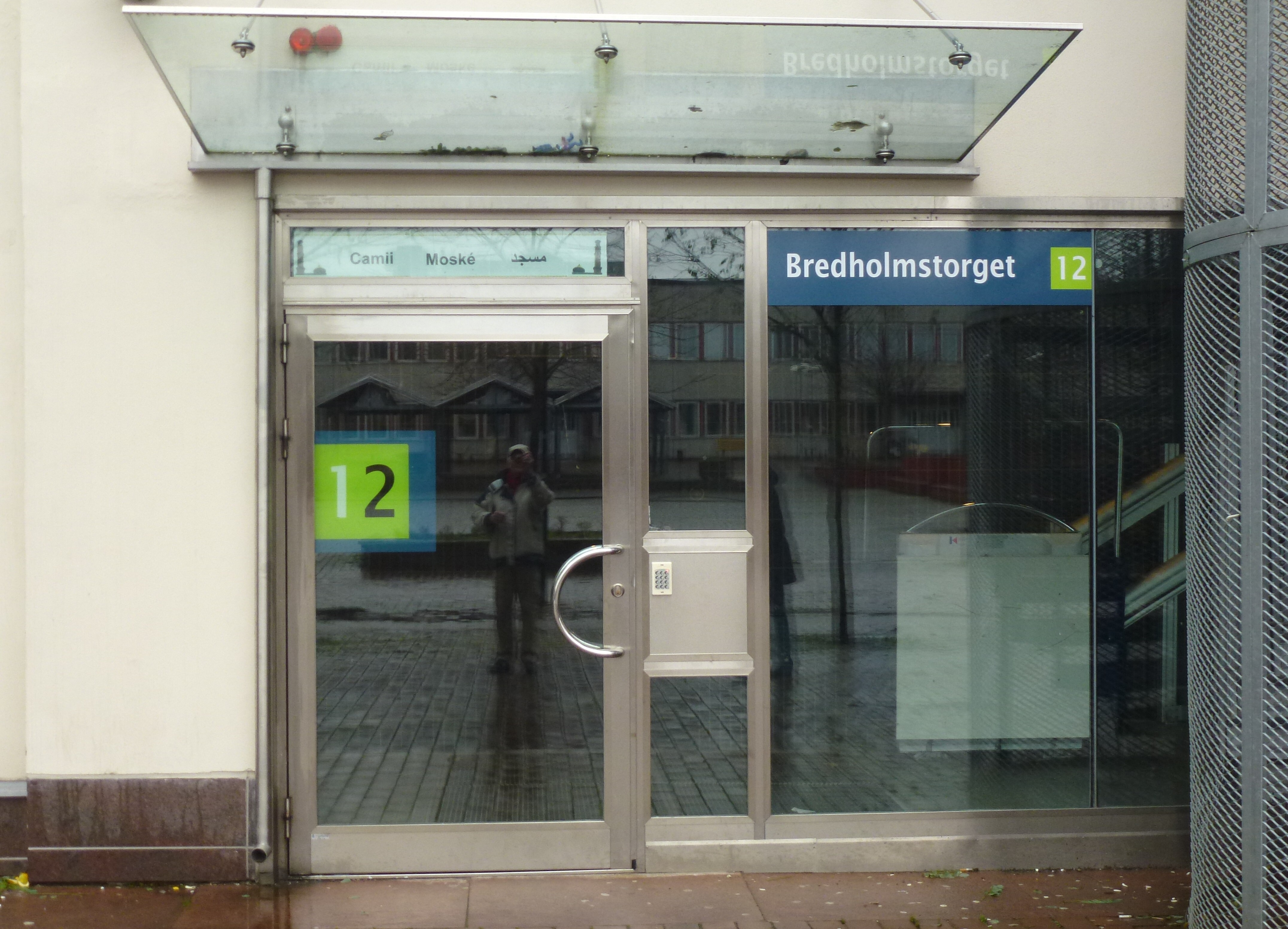
Entrén till nuvarande lokaler.

Skärholmens islamiska kulturförening (SKIKF) har under många år sökt en passande tomt för ett moskébygge i Skärholmen. Den nuvarande moskén är på 300 m² och finns sedan omkring 1989 inom några kontorslokaler vid Bredholmtorget 12 i Skärholmens centrum. Intill Skärholmsvägen, strax norr om Mikaelikyrkan har Stockholms kommun anvisat en tomt som kulturföreningen kunde acceptera och efter en långdragen process beslutade stadsdelsnämnden i Skärholmen att en ny moské skulle få byggas där.
Förslaget innebär att ca 800 m² parkmark omvandlas till kvartersmark varav cirka hälften idag utgörs av ett kraftigt bergsparti. Det kommer därför att krävas en del markarbete för att kunna bygga. Den nya moskén blir ungefär 3 000 m² stor. Tanken är att moskéns arkitektur ska anpassa sig till en europeisk byggnadstradition och blir därför en ganska neutral byggnad, men med tillägg som exempelvis två minareter som direkt kan hänföras till islamsk kultur. Själva moskén beräknas kosta runt 80 miljoner kronor. Några lån blir det inte eftersom ränta är förbjudet enligt islam. Projektet skall finansieras genom donationer. Detaljplanen vann laga kraft i mars 2014.